# Courpignac
Courpignac är en kommun i departementet Charente-Maritime i regionen Nouvelle-Aquitaine i västra Frankrike. Kommunen ligger  i kantonen Mirambeau som ligger i arrondissementet Jonzac. År 2022 hade Courpignac 413 invånare.

## Befolkningsutveckling
Antalet invånare i kommunen Courpignac
Referens:INSEE